# Tateurndina ocellicauda
Tateurndina ocellicauda är en fiskart som beskrevs av Nichols, 1955. Tateurndina ocellicauda ingår i släktet Tateurndina och familjen Eleotridae. Inga underarter finns listade i Catalogue of Life.